# Pfarrkirche Rangersdorf

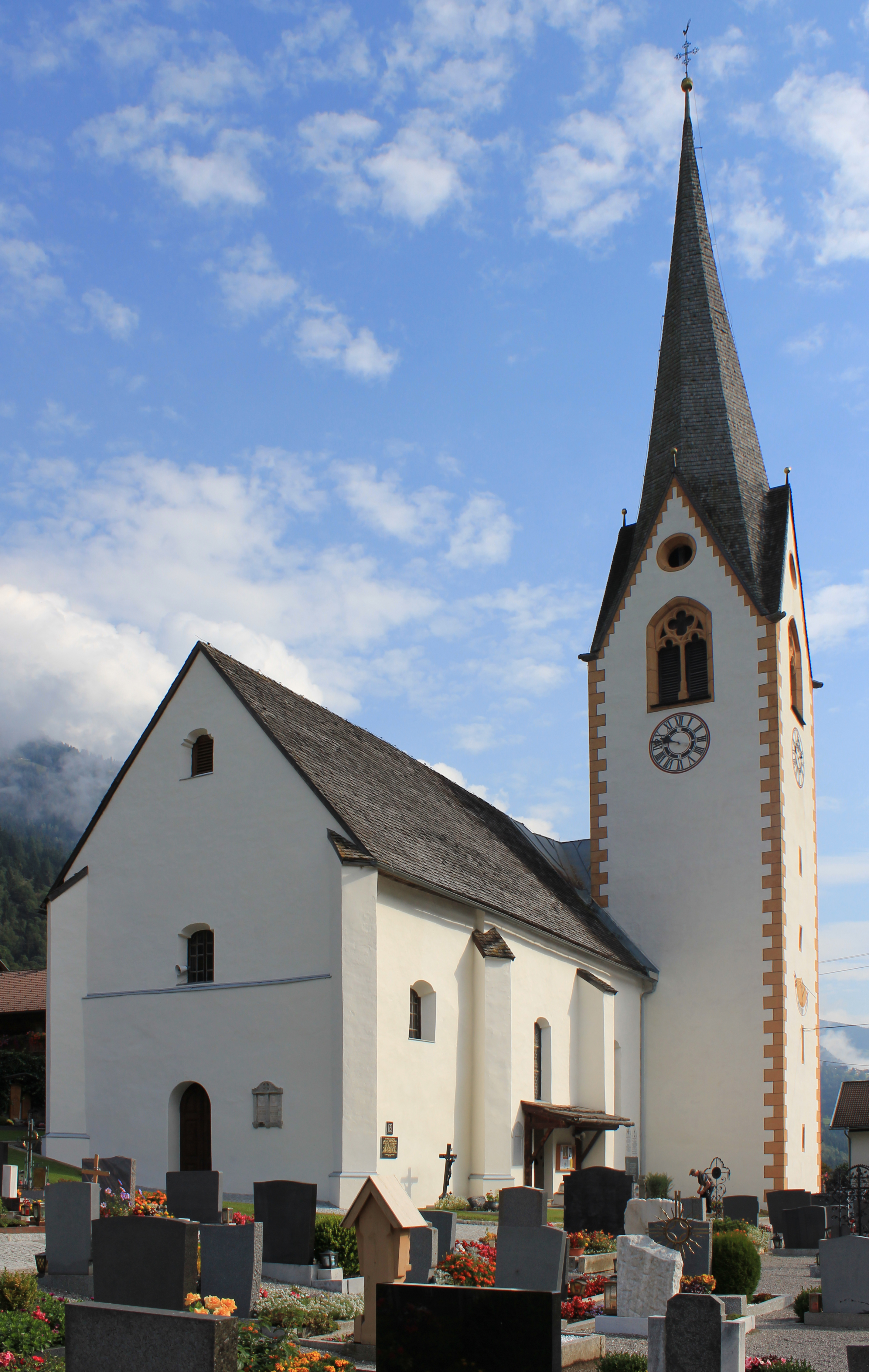

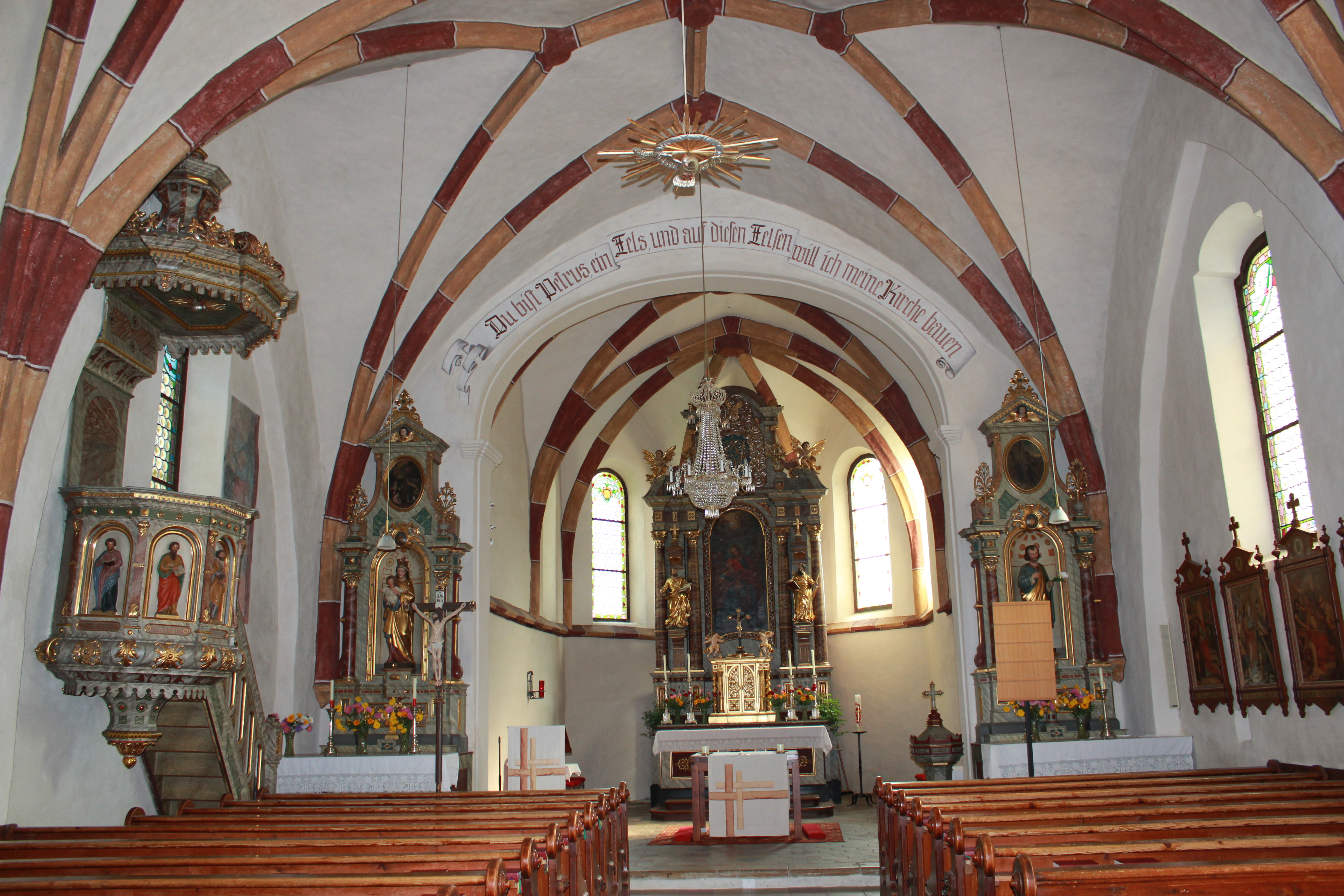
Innenansicht

Die erstmals zwischen 1006 und 1039 genannte Pfarrkirche Rangersdorf steht unter dem Patrozinium der Apostel Petrus und Paulus. Bischof Berthold von Chiemsee weihte 1516 die Kirche. Im Zuge der josefinischen Reformen wurde Rangersdorf 1787 aus der Mutterpfarre Stall herausgelöst und zur selbstständigen Pfarre erhoben.

## Baubeschreibung
Der mittelgroße, gotische Bau vom Anfang des 16. Jahrhunderts besteht einem Langhaus, das in der Barockzeit um ein Joch nach Westen verlängert wurde, aus einem Chor mit Fünfachtelschluss und einem Südturm mit Maßwerksfenstern und Spitzgiebelhelm. Den Chor stützen einfach abgetreppte, das Langhaus glatte Strebepfeiler.
Über den beiden östlichen Jochen des dreijochigen Langhauses erhebt sich ein Sternrippengewölbe über tief herabgezogenen, abgekragten Diensten. Das Westjoch hat ein Gratgewölbe. An der Nordwand des Langhauses stellt ein spätgotisches Freskofragment die Flucht nach Ägypten dar. Der barockisierte, pilastergegliederte Triumphbogen verbindet das Langhaus mit dem Chor. Im Chor ruht ein Kreuzrippengewölbe auf halbrunden Vorlagen, die von einem Sohlbankgesims aufsteigen. Eine spitzbogige Tür an der Südwand des Chores führt in die Sakristei. Darüber befindet sich der rundbogige Zugang zum Turm. Die Kirchenfenster wurden barock umgestaltet.

## Ausstattung
Die Kirchenausstattung wurde in der zweiten Hälfte des 19. Jahrhunderts großteils neobarock erneuert. Der Hochaltar stammt teilweise vom Anfang des 18. Jahrhunderts. Das Altarblatt des Hochaltars zeigt die Schlüsselübergabe. Seitlich stehen die Statuen der Apostelfürsten. Die beiden Seitenaltäre mit den Figuren Maria und Josef sowie die Kanzel mit Halbreliefs der vier Evangelisten fertigte 1879 Johann Rotschopf.
Zur weiteren Ausstattung der Kirche zählen eine Schutzengelgruppe aus dem Rokoko, eine Mondsichelmadonna aus dem ersten Viertel des 18. Jahrhunderts sowie eine Figurengruppe mit dem Unterricht Mariens aus der Mitte des 18. Jahrhunderts.
Aus der Rangersdorfer Kirche stammt ein Flügelaltar von 1423 mit Szenen aus der Legende der Heiligen Petrus und Paulus. Dieser älteste erhaltene Flügelaltar Kärntens befindet sich heute im Diözesanmuseum Klagenfurt.